# Ononis rosea
Ononis rosea là một loài thực vật có hoa trong họ Đậu. Loài này được Durieu miêu tả khoa học đầu tiên.